# A113
Pour les articles homonymes, voir A113 (homonymie).

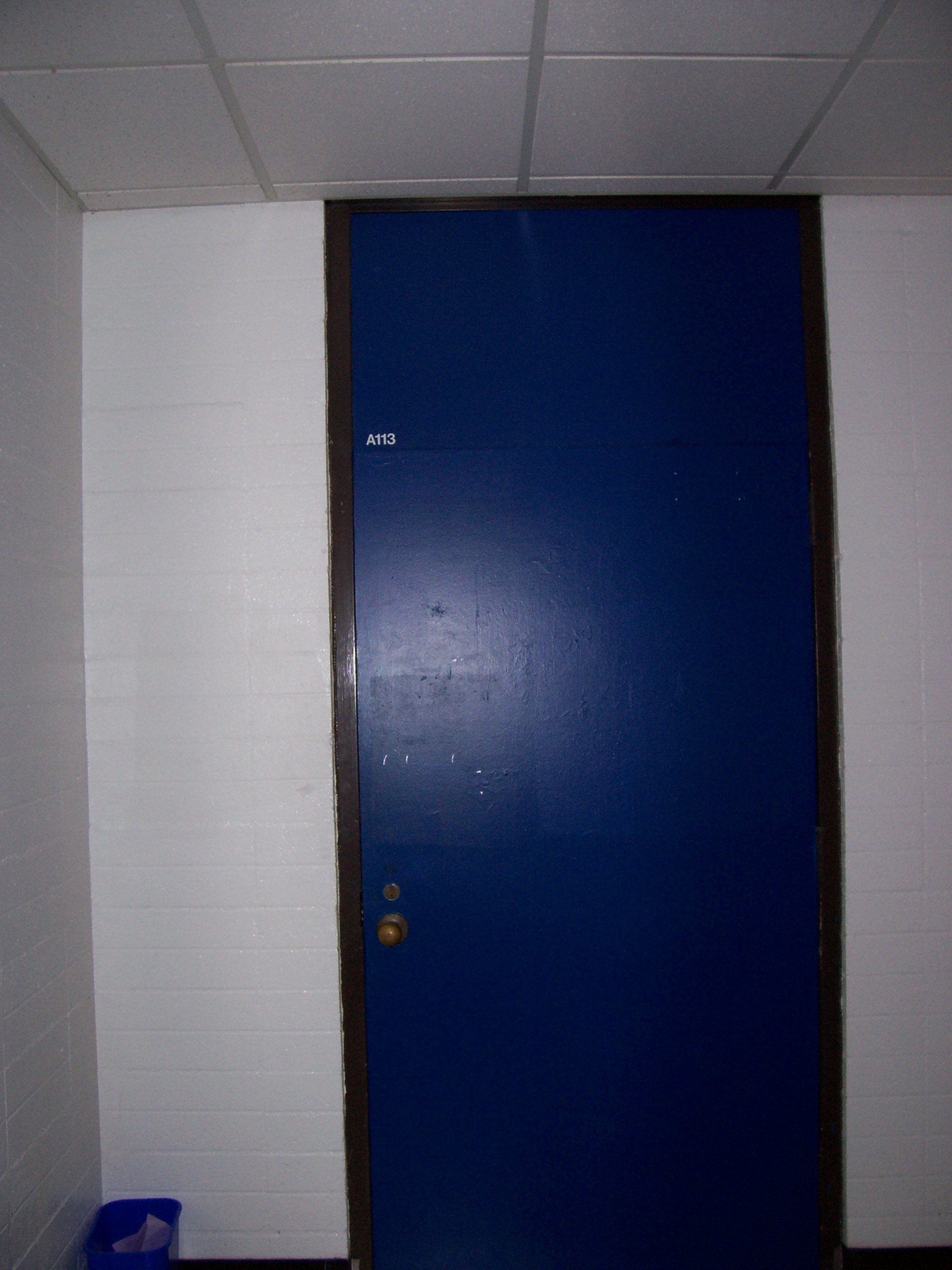
La porte de la salle A113 à California Institute of the Arts (l'Institut des Arts de Californie)

A113 est un numéro récurrent dans les films de Pixar, et peut être considéré comme un easter egg. À l'origine, ce code est une référence au numéro d'une salle de classe de CalArts, une école d'animation en Californie.

## Histoire
Parmi les personnes qui ont utilisé la classe, on compte John Lasseter, Tim Burton, Michael Peraza et Brad Bird. Elle est apparue dans d'autres films Disney et dans presque tous les films Pixar.
Brad Bird l'a utilisé pour la première fois pour un numéro de plaque d'immatriculation dans l'épisode Family Dog d'Amazing Stories : "« Je l'ai mis dans chacun de mes films, y compris mes épisodes des Simpson - c'est en quelque sorte ma version de la "Nina" du caricaturiste Al Hirschfeld »".
Il apparaît dans South Park, Aqua Teen Hunger Force et le film d'animation Klaus des Studios SPA.

## Apparitions

### À la télévision
- American Dad! : sur le permis de conduire du voisin de Stan ou encore sur un wagon dans l'épisode Dossiers sensibles, mais aussi sur la plaque d'immatriculation de la voiture de Chuck White dans l'épisode Le secret honteux de Stan.
- Harvey Birdman, Attorney at Law
- Les Simpson : dans l'épisode 12 de la saison 1, sur le numéro d'uniforme de prisonnier de Krusty le Clown, dans l'épisode 9 de la saison 7, sur l'uniforme de prisonnier de Tahiti Bob et dans le crossover avec les Griffins (série Family Guy, saison 13, épisode 1) quand Homer et Peter proposent de laver des voitures gratuitement, on aperçoit « A-113 » sur la plaque d'immatriculation de la voiture du policier Wiggum.
- Les Supers Nanas
- Les Tiny Toons
- Bobby's World
- South Park : dans l'épisode L'Homme des glaces, on peut voir « A-113 » sur le côté de l'hélicoptère.
- Doctor Who (2014) Saison 8, Épisode 9, Flatline : numéro du train qui menace de rouler sur le TARDIS dans lequel est prisonnier le Docteur (à 29 min 43 s dans l'épisode).
- Quantico : saison 1, épisode 1 ou 2 : le numéro de la chambre de Caleb est la 113A. Quantico est une série produite par ABC Studios, une autre filiale du groupe Walt Disney Company.

### Chez Pixar
- Toy Story, Toy Story 2 et Toy Story 3 : le numéro de la plaque d'immatriculation du monospace de la mère d'Andy.
- 1 001 Pattes : le code sur la boîte de céréales quand Tilt entre dans la ville.
- La Nouvelle Voiture de Bob : numéro de la plaque d'immatriculation de la nouvelle voiture de Bob.
- Le Monde de Nemo : on peut voir le code sur la caméra du plongeur.
- Les Indestructibles : Elastigirl découvre que son mari est fait prisonnier au niveau A1 cellule 13 (A1-13) ; et enfin, lorsque la fusée est lancée et que Elastigirl observe les moniteurs de la salle de contrôle, les taux d'énergie sont au niveau A1, variante 13, et lorsque Mirage donne rendez-vous en salle de conférence à Mr Indestructible, quand ils arrivent dans sa chambre, elle lui donne rendez-vous à « 14h LD, bureau A113 ».
- Cars : numéro de la plaque d'immatriculation de Martin ainsi que le numéro du train qui manque d'écraser Flash alors que celui-ci est sur le chemin de Radiator Springs.
- Ratatouille : le rat Git a une étiquette sur l'oreille gauche où on peut lire « A113 », de plus le code apparait à la télévision lorsque Linguini dort sur le canapé après avoir ramené Rémy.
- WALL-E : A113 est le code de la directive donnée à l'autopilote de l'Axiom pour ne jamais revenir sur Terre, de plus A113 apparait plusieurs fois sur l'écran de Auto.
- Là-haut : une plaque marquée « Office A-113 » peut être vue en haut à droite de Carl lorsque celui-ci attend au tribunal.
- Cars 2 : le numéro de l'avion qui emporte l'agent secret Finn Mc Missile, la plaque de Martin et le code informatique de la photo du moteur tiré du microfilm.
- Rebelle : le numéro est visible au-dessus de la porte quand Mérida rentre dans l'atelier de la sorcière.
- Monstres Academy : l’amphithéâtre du professeur Knight porte le numéro A113. De plus, sur l'une des affiches du film, le réveille-matin est à 13 h 13 alors que le « A » n'a pas encore été trouvé.
- Vice-Versa : le code est visible en tant que graffiti derrière Riley lorsque cette dernière hésite à répondre au téléphone.
- Le Voyage d'Arlo : le code est formé par des brindilles en bois à l'entrée de la ferme de la famille d'Arlo.
- Le Monde de Dory : le code est le numéro d'identification de Rudder et Fluke. Plus tard, il fait partie de la plaque d'immatriculation d'un camion.
- Cars 3 : le bureau de Sterling porte le numéro A113. Cela est visible lorsque McQueen attend devant le bureau à l'instant où Sterling et Cruz Ramirez discutent à l'intérieur.
- Coco : le numéro A113 apparaît sur la porte du bureau du conseiller de la famille Rivera, juste après que Miguel ait atterri dans le monde des ancêtres.
- Les Indestructibles 2 : le code est d'abord visible sur un conteneur aux pieds de Frozone lorsqu'il est abordé par le chauffeur de Winston après l'attaque du Démolisseur. De plus, c'est aussi le numéro d'immatriculation du monorail qu'Elastigirl doit sauver. Puis, il apparait sur la porte du bureau de DevTech dans lequel Elastigirl parle avec Evelyn Deavor après la fête organisé pour avoir arrêtée l'Hypnotiseur. Enfin, sur le cinéma, le titre du film projeté est Dementia A113, ce qui fait référence au film Dementia 13 de Francis Ford Coppola. Pour finir sur la plaque d’immatriculation de la nouvelle voiture des Indestructibles poursuivant les malfrats.
- Toy Story 4 : elle est représentée comme un tableau vintage de la boutique de l'antiquaire quand buzz fait tomber la deuxième marionnette de Gabby Gabby
- En avant : À la fin du film, le lieutenant Bronco reçoit un appel de l'un de ses collègues qu'il y a « un A113 en cours »
- Soul : c'est un tag au mur quand Joe croise un rat dans le corps du chat avec une part de pizza, de plus on peut voir au loin quand Joe et 22 entrent dans le grand bazar général un panneau où il y a écrit A113 sur une direction.
- Luca : elle est représentée comme un numéro du ticket de train lorsque Alberto donne à luca à la fin du film.
- Alerte Rouge : Le A113 est visible sur les tickets de concert des 4 Town durant la PUB de leur tournée, celui-ci peut aussi être aperçu sur la traceuse de ligne utilisée à la fin du film par le père de Mei.
- Élémentaire : Il est visible sur la porte d'un des bureaux où se rend Flack. On le voit également en écriture symbolique des éléments chimiques sur un panneau d'affichage du train : A (n'existe pas), H (Hydrogène de numéro atomique 1) et Al (Aluminium de numéro atomique 13) : A-1-13
- Vice-versa 2 : Le coffre fort à secrets dans lequel sont enfermés les protagonistes est numéroté "ACXIII".

### Autres films
- Le Petit Grille-pain courageux : le numéro de l'appartement où le maître vit.
- Le Géant de fer : numéro de la plaque d'immatriculation de la voiture partiellement mangée par le Géant.
- Comme chien et chat : A113 apparaît au début du film sous une image de synthèse représentant une gamelle. Il y a plus précisément écrit « A113-4E38-0G65 ».
- Lilo et Stitch : numéro de la plaque d'immatriculation de nombreux véhicules[3].
- Mickey, Donald, Dingo : Les Trois Mousquetaires : numéro de la plaque d'immatriculation de la voiture qui retient Mickey en captivité.
- Leroy et Stitch : numéro de la plaque d'immatriculation de la voiture de Stitch.
- Mission impossible : Protocole Fantôme : le code est l'inscription sur la bague de l'agent Hanaway. De plus, lors de l'explosion du Kremlin, nous pouvons très brièvement voir le numéro A113 inscrit sur la plaque d'immatriculation d'une voiture garée proche d'Ethan. Enfin, c'est le code de rendez-vous de l'évacuation d'urgence (Alpha 113).
- Hunger Games : A113 apparaît au bas à droite d'un écran où le président Snow observe Katniss[4].
- Avengers : le numéro peut se lire dans le détail des écrans qui projettent des extraits télévisuels à la fin du film (caché par Joss Whedon, scénariste sur Toy Story).
- Les Nouveaux Héros : l'inscription « Project A113 » peut être lue sur un tableau au début du film.
- Captain America: Civil War : numéro de la prison dans laquelle Bucky Barnes est immobilisé.
- Ralph 2.0 : Le code apparaît sur un mur dans le site OhMyDisney.com, lorsque l'on voit Vanellope se faire courser par trois Stormtroopers. Il apparaît juste avant que Vanellope se glisse dans la chambre des Princesses Disney.
- Klaus : inscription visible sur la malle de la charrue de Jesper (à la minute 52:14)
- Luck : le secteur d’où vient Bob
- Space Jam : nouvelle ère : visible sur le devant du vaisseau de Marvin le Martien.

### Jeux vidéo
- Beyond: Two Souls : le numéro de la chambre de Jodie est A113.

### Autres apparitions
- Dans l'application ou sur le site des cinémas Pathé, le symbole représentant le service « Place numérotée » est un fauteuil sur lequel figure le numéro A113.

## Sources
- Big Brother, « SUBLIMINAL – Pourquoi le code A113 se cache-t-il dans presque tous les films de Pixar ? », blog Le Monde, 3 mai 2014.